# Thomas Wharton, 1. markýz z Whartonu
Thomas Wharton, 1. markýz z Whartonu (Thomas Wharton, 1st Marquess of Wharton, Catherlough and Malmesbury, 1st Earl of Wharton and Rathfarnham, 1st Viscount Winchendon, 5th Baron Wharton, 1st Baron of Trim) (23. října 1648 – 12. duben 1715), byl anglický státník. Jako předák strany whigů patřil k opozici proti Stuartovcům, vynikl jako řečník a organizátor parlamentní opozice. Po otci zdědil titul barona s členstvím ve Sněmovně lordů (1695), mezitím zastával funkce u dvora, později byl místokrálem v Irsku a lordem strážcem tajné pečeti. I když patřil k uznávaným politikům, jeho soukromý život provázely četné skandály, které snižovaly jeho postavení u dvora. Přesto byl povýšen postupně na hraběte (1706) a markýze (1714).

## Kariéra
Pocházel z původně obchodnické rodiny připomínané od 15. století, která od roku 1544 užívala titul barona. Thomasův otec Philip Wharton, 4. baron Wharton (1613–1695), byl aktivním účastníkem revoluce a později předákem whigů. Thomas studoval soukromě a poté na protestantské akademii v Caen (1663–1664), následně absolvoval kavalírskou cestu (1664–1666), během níž navštívil Francii, Itálii, německé státy a Nizozemsko. Jako stoupenec whigů se uplatnil v Dolní sněmovně (1673–1681, 1685–1687, 1689–1695), mezitím začal zastávat funkce ve správě hrabství Buckinghamshire. Po roce 1679 patřil k předním oponentům nástupnictví Jakuba II. a tuto politickou linii sledoval i za jeho vlády (Thomasův otec tehdy pobýval v exilu v Nizozemí a Thomas je považován za jednoho z možných autorů tzv. zvacího dopisu pro Viléma Oranžského). Na počátku Slavné revoluce byl jedním z prvních, kdo se v Exeteru k Vilémovi Oranžskému připojil.
Po pádu Jakuba II. se stal členem Tajné rady (1689) a po celou dobu vlády Viléma Oranžského zastával funkci finančního inspektora královského dvora (1689–1702). Mezitím obdržel také další úřady ve správě hrabství Buckinghamshire, Oxfordshire a Westmorland. Po otci zdědil v roce 1695 titul barona a vstoupil do Sněmovny lordů. I když za Viléma Oranžského nezastával vysoké funkce, patřil k vlivným spojovacím článkům mezi dvorem a vládou. Kvůli soukromým skandálům k němu měla výhrady královna Anna, takže po jejím nástupu na trůn (1702) ztratil řadu funkcí ve státní i regionální správě, udržel si ale post lorda-místodržitele v Buckinghamu (1702–1715). V roce 1706 byl členem komise pro sloučení Anglie se Skotskem a v návaznosti na to byl v prosinci téhož roku povýšen na hraběte. V rámci posílení pozic whigů znovu dosáhl vlivu a v letech 1709–1711 byl místokrálem v Irsku. Po smrti královny Anny a nástupu hannoverské dynastie byl povýšen na markýze z Whartonu (1714), v následujícím roce ještě získal v Irsku titul markýze z Catherloughu. V letech 1714–1715 byl členem vlády ve funkci lorda strážce tajné pečeti.

## Rodina a majetkové poměry

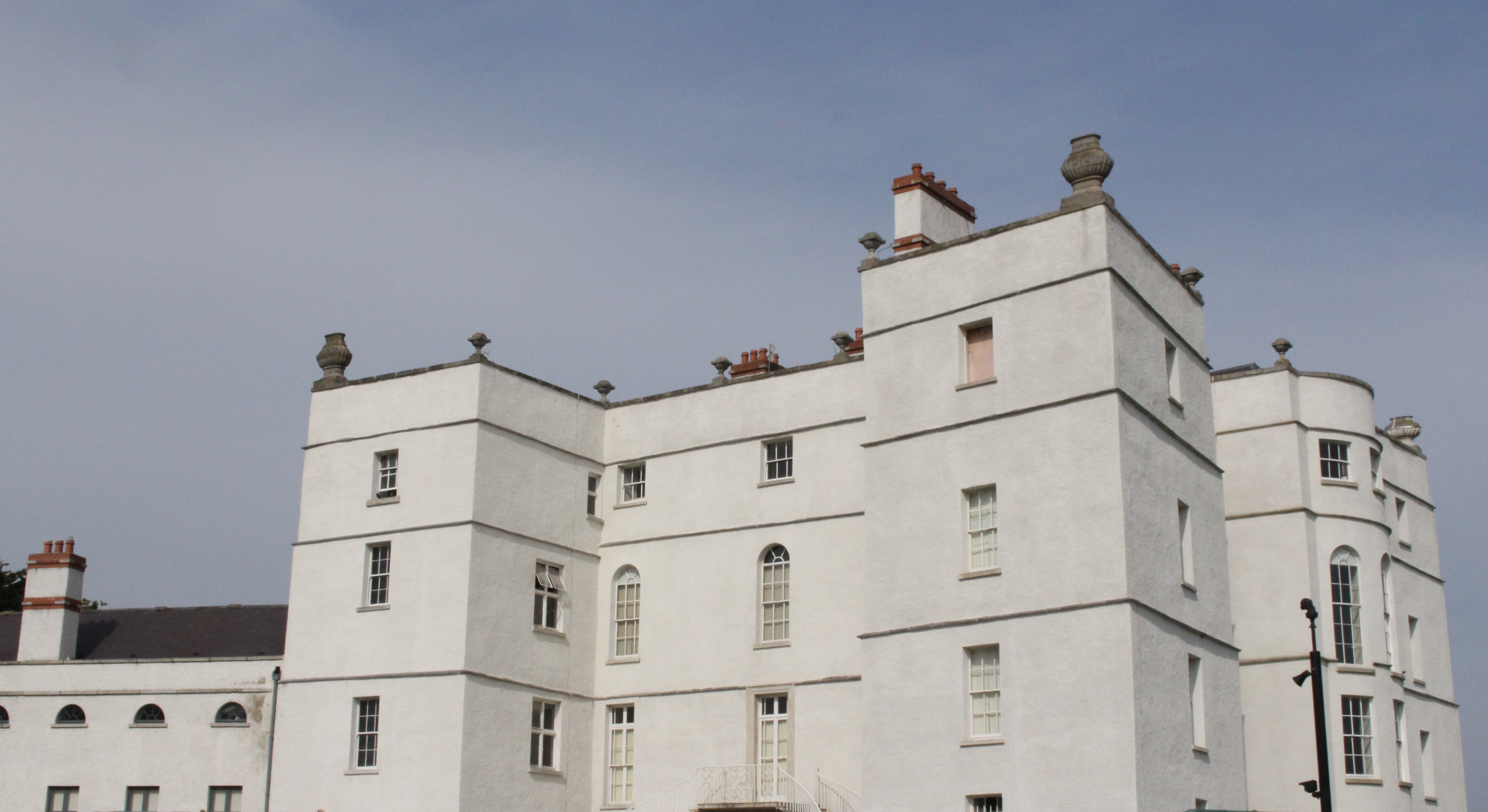
Rathfarnham Castle, sídlo Whartonů v Irsku

Poprvé se oženil v roce 1673 s Anne Lee (1659–1685), po ovdovění se jeho druhou manželkou stala v roce 1692 Lucy Loftus (1670–1717), dědička statků v Irsku. Z druhého manželství pocházely tři děti, jediný syn Philip (1698–1731) byl v roce 1718 povýšen na vévodu, nakonec se ale zapojil do jakobitského spiknutí a zemřel v zahraničí. Philipova sestra Jane, provdaná Holt (1702–1761), začala později užívat titul baronky z Whartonu. Oficiálně byl titul znovu přiznán až v roce 1915 jejímu potomstvu. Současným nositelem titulu je Myles Christopher Robertson, 12. baron Wharton (* 1964).
Thomasův mladší bratr Godwin Wharton (1652–1704) byl dlouholetým členem Dolní sněmovny a stoupencem whigů, v letech 1697–1699 byl lordem admirality. Byl znám jako podivínský mystik, alchymista, mimo jiné proslul snahou vyzvednout poklady ze španělských lodí ztroskotaných u anglických břehů v roce 1588. Další bratr Henry Wharton (1657–1689) sloužil v armádě a aktivně se zapojil do nástupnických bojů po sesazení Jakuba II.
Původním sídlem Whartonů byl zámek Wharton Hall (Westmorland), Thomas po rodině své matky zdědil panství Upper Winchendon v Buckinghamshire, kde nechal postavit zámek. Svým druhým sňatkem s Lucy Loftus získal hrad Rathfarnham Castle v Irsku.